# Gramática da língua uigur
O uigur é uma língua túrquica falada principalmente no oeste da China. 
O uigur apresenta a aglutinação que caracteriza a família linguistica Túrquica e a sua ordem básica das palavras que é sujeito-objeto-verbo. Não usa género gramatical nem artigos. O inventário da lingua consta de 24 consoantes e oito vogais com harmonia de vogais e de consoantes. 
Os substantivos são marcados para dez casos, em geral com sufixos e também são flexionados para número. 
Este artigo usa o alfabeto árabe (oficial no idioma) e o alfabeto latino para as palavras uigures. 

## Características gerais
A ordem das palavras típica no Uigur é sujeito-objeto-verbo, como na frase "homens Uyghurche oquymen", lit. "eu Uigur estudo" Compare isso com Português, em que a frase seria expressa nesta ordem sujeito-verbo-objeto: "Eu estudo uigur". 

## Sistema de sons
Existem 32 sons básicos no Uigur moderno. 

### Consoantes
O uigur tem 24 consoantes (listadas aqui de acordo com o alfabeto árabe): b, p, t, j, ch, x, d, r, z, zh, s, sh, gh, f, q, k, g, ng, l, m, n, x, h, w, y (e 25 consoantes se a paragem glótica 'for contada). A maioria não é pronunciada de maneira muito diferente dos sons portugueses (por exemplo, o j uigur em  baj "imposto, taxa" é pronunciado como j em juiz; em Uigur ch em üch "três" é pronunciado como ch em comichao; o h Uigur em he'e "sim" é pronunciado como h aspirado como no inglês hello), excepto pelo facto de que eu (primeira pessoa singular) tem variantes palatais ou velares.
Alguns sons Uigures não existem em português: q gh e x. 
A contracçao uvular sem voz q [qȹ] é pronunciada como um dorso k, com a parte de trás da língua tocando o palato mole, como em aq "branco", "Qeshqer" Kashgar ". O som gh [ʁ] ~ [ɣ] é tipicamente uma versão fricativa de q, também pronunciada no fundo da boca e soa como francês ou alemão r, como em Roissy ou Ruhr, rótico. (Nas vogais frontais, o gh costuma ser mais pronunciado como a Rue francesa ou a Rübe alemã.) 
Finalmente, velar sem voz uigur ou fricativa uvular x [x] ~ [χ] é pronunciada como o ch em Loch, (escocês para Lago); ou mais posterior na boca, como uma versão anterior do ach alemão. 

### Vogais
O Uigur tem oito vogais. As vogais são arredondadas (o, u, ü, ö) e não-arredondadas (a, i, e, ë); distinção essa às vezes denominada labial vs. não labial; formanda na frente (ü, ö, e) ou atrás (u, o, a) do palato. 
As distinções são indispensáveis para a harmonia, uma vez que as palavras uigures dependem da harmonia das vogais. A vogal ortográfica i representa uma frontal [i] e uma posterior [ɨ] e não é sujeita à harmonia da vogal. 
A harmonia interna de palavras é relativamente fraca no uigur, mas quando sufixos são adicionados a um radical de palavra, certas vogais e consoantes de sufixo harmonizam com as do radical. Existem duas vogais variáveis em Uigur, A (a / e) e I (i / u / ü).  
Há um tipo de consoante harmonicamente variável: G (k / g / q / gh).  
O sistema de harmonia do Uigur tem três componentes importantes: harmonia na projeção da voz, sons posteriores e redondeza.

## Substantivos
Os substantivos em uigur não têm género gramatical ou marcação definida, embora o número 'um' bir possa ser usado para marcar indefinição. Os plurais são marcados por -lar ou -ler, com a vogal seguindo as regras da harmonia das vogais. 

### Casos
O Uigur possui dez casos de declinação, todos dos quais, excepto o nominativo, sendo marcados pela sufixação, após possíveis sufixos plurais ou possessivos. 

## Pronomes

### Pronomes pessoais
No uigur, há um conjunto de pronomes pessoais usados na primeira e a terceira pessoa, e na segunda pessoa há três conjuntos. O uso dos três conjuntos na segunda pessoa depende da formalidade e polidez. 
Os pronomes pessoais são flexionados para número e caso. Siga os links de cada um dos pronomes pessoais para vê-los flexionados. 
|                 |                 | Singular         | Plural              |
| --------------- | --------------- | ---------------- | ------------------- |
| Primeira pessoa | Primeira pessoa | مەن </br> homens | بىز </br> negócios  |
| Segunda pessoa  | Informal        | سەن </br> sen    | سەنلەر </br> senler |
| Segunda pessoa  | Educado         | سىز </br> siz    | سىلەر </br> siler   |
| Segunda pessoa  | Respeitoso      | سىلى </br> sili  | سىزلەر </br> sizler |
| Terceira pessoa | Terceira pessoa | ئۇ </br> você    | ئۇلار </br> ular    |

O pronome pessoal da segunda pessoa usado principalmente entre as pessoas é o educado سىز, siz, enquanto o informal سەن, sen é usado entre amigos muito próximos ou quando os pais estão se dirigindo aos filhos. O informal سەن, sen também é usado quando o falante tem uma classificação social mais alta que a pessoa endereçada. 
O respeitoso سىلى, sili é usado para idosos, avós ou outras pessoas importantes numa comunidade. A realeza também é abordada usando سىلى, sili e às vezes mesmo nas lojas como sinal de deferência a clientes. 

### Pronomes demonstrativos
O uigur tem vários pronomes demonstrativos, sendo que alguns deles são usados para dar ênfase ou como intensificadores, enquanto que outros têm usos menos específicos. Comum em todos os pronomes demonstrativos, é que o uso depende da distância entre o falante e a coisa ou pessoa a que se refere.  
Os pronomes demonstrativos são flexionados para número e caso. A tabela abaixo, contém os pronomes demonstrativos só no singular. Siga os links de cada um dos pronomes demonstrativos para vê-los flexionados. 
| Significado | Formato       | Formato    | Formato    | Formato |
| Significado | Basic         | Específico | Familiar   |         |
| ----------- | ------------- | ---------- | ---------- | ------- |
| isto        | بۇ </br> bu   | ماۋۇ mawu  | مۇشۇ mushu |         |
| aquele      | ئۇ </br> você | ئاۋۇ awu   | ئاشۇ ashu  |         |
| aquele      | شۇ </br> shu  | -          | -          |         |

1. 1 2  /b/ becomes /m/ here.
2. 1 2  The suffix ۋۇ -wu is often omitted in everyday speech.
3. 1 2  /u/ becomes /a/ here.

 Os exemplos abaixo ilustram o uso de بۇ, bu e as formas derivadas. 
بۇ قەلەم
bu qelem
"Esta caneta"
ماۋۇ قەلەم
mawu qelem
"Esta caneta (e não outra caneta)"
مۇشۇ قەلەم
mushu qelem
"Esta caneta (com a qual se está familiarizado)"

### Geral
- Abdurehim, Esmael (2014), O dialeto Lopnor de Uyghur - Uma análise descritiva (PDF), Publicações do Instituto de Estudos Asiáticos e Africanos 17, Helsinque: Unigrafia, ISBN 978-951-51-0384-0
- de Jong, Frederick (2007), A Grammar of Modern Uyghur, ISBN 90-801040-8-6, Utrecht: Houtsma  de Jong, Frederick (2007), A Grammar of Modern Uyghur, ISBN 90-801040-8-6, Utrecht: Houtsma
- Engesæth, Tarjei; Yakup, Mahire; Dwyer, Arienne (2009), Greetings from the Teklimakan: A Handbook of Modern Uyghur, Volume 1 (PDF), ISBN 978-1-936153-03-9, Lawrence: University of Kansas Scholarworks  Engesæth, Tarjei; Yakup, Mahire; Dwyer, Arienne (2009), Greetings from the Teklimakan: A Handbook of Modern Uyghur, Volume 1 (PDF), ISBN 978-1-936153-03-9, Lawrence: University of Kansas Scholarworks
- Hahn, Reinhard F. (1991), Spoken Uyghur, ISBN 0-295-97015-4, London and Seattle: University of Washington Press  Hahn, Reinhard F. (1991), Spoken Uyghur, ISBN 0-295-97015-4, London and Seattle: University of Washington Press
- Tömür, Hamit (1987), Hazirqi zaman Uyghur tili grammatikisi (morfologiye), Beijing: Minzu Publishing House  Traduzido por Anne Lee e reimpresso em 2003 como Gramática Moderna do Uigur (Morfologia). Istambul: Yıldız.